# Monopsis malvacea
Monopsis malvacea är en klockväxtart som beskrevs av Franz Elfried Wimmer. Monopsis malvacea ingår i släktet Monopsis och familjen klockväxter. Inga underarter finns listade i Catalogue of Life.